# Johann Gottfried Leschnert
Johann Gottfried Leschnert (* 1681 in Dahme/Mark; † 20. November 1747 in Gotha) war ein deutscher Pädagoge.

## Leben
Leschnert hatte in Luckau das Gymnasium besucht und sich am 5. März 1704 an der Universität Wittenberg immatrikuliert. Hier hatte er ein Studium an der philosophischen Fakultät absolviert und am 29. April 1706 den akademischen Grad eines Magisters der Philosophie erworben. Nachdem er Privatvorlesungen gehalten hatte, wurde er am 23. April 1712 als Adjunkt an die philosophische Fakultät aufgenommen, er absolvierte am 12. April 1712 das Lizentiat der Theologie und wurde 1716 Dekan der philosophischen Fakultät. 1717 ging er als Professor an das Gymnasium in Gotha und wurde herzoglicher Gotha’scher Historiograph. Nach seinem Tode hinterließ er seine Bibliothek von 2500 Büchern dem Gymnasium in Luckau.

## Werkauswahl
- (Als Respondent) Dissertatione hypomnematica Linon. Gerdes, Wittenberg 1708. (Digitalisat)
- Lustrationes Veterum Gentilium Praecedaneas Dissetatione Prima. (Resp. Johann Gottfried Leschner) Schultz, Wittenberg 1708. (Digitalisat)
- Lustrationes Veterum Gentilium Praecedaneas Dissertatione secunda. (Resp. Christoph Langwagen) Schultz, Wittenberg 1709. (Digitalisat)
- Dissertatio philosophica de lotione manum innocentiae signo. (Resp. Heinrich Gottlieb Wagner) Schultz, Wittenberg 1710. (Digitalisat)
- Ivs Magistratvs Civilis Circa Vocationem Ecclesiae Ministrorvm Dissertatione Theologica. Creusig, Wittenberg 1717. (Digitalisat)
- Baptisma vicarium Marcionitarum Dissertatione Historica. (Resp. Johann Gottlieb Stich) Creusig, Wittenberg 1716. (Digitalisat)
- Commentatio Subita Ex Astrotheologiae Veteris Disciplina De Decanis Coelestibus. 1716. (Digitalisat)
- (Als Respondent) Ivs Magistratvs Civilis Circa Vocationem Ecclesiae Ministrorvm Dissertatione Theologica. Creusig, Wittenberg 1717. (Digitalisat)